# Гринвуд, Джонни
Джонатан Ричард Гай Гринвуд (англ. Jonathan Richard Guy Greenwood, род. 5 ноября 1971, Оксфорд, Англия) — британский музыкант, соло-гитарист группы Radiohead, бас-гитаристом которой является его брат Колин. Гринвуд — мультиинструменталист, кроме гитары он играет на скрипке, органе, фортепиано, волнах Мартено, банджо, губной гармонике и некоторых других инструментах. За написание музыки к картине Пола Томаса Андерсона «Призрачная нить» был номинирован на премии «Оскар», BAFTA и «Золотой глобус» в категории «Лучшая оригинальная музыка». В 2011 году журнал Rolling Stone поместил Гринвуда на 48-е место в списке «100 величайших гитаристов всех времен» (в 2023 Гринвуд занял 43-ю позицию).

## Биография
Гринвуд, младший из всех музыкантов Radiohead, бросил университет вскоре после того, как Radiohead (тогда ещё под названием On A Friday) подписали контракт с EMI в 1991 г., и, в отличие от остальных участников, так и не получил высшего образования.
В Radiohead Гринвуд исполняет обязанности соло-гитариста. Кроме того, он владеет синтезатором волны Мартено, который в частности использовался при записи песен «The National Anthem» и «How to Disappear Completely» (Kid A), «Pyramid Song» и «Dollars and Cents» (Amnesiac), «Where I End and You Begin» (Hail to the Thief). Последняя композиция была посвящена памяти Жанны Лорио, одной из первых исполнительниц на волнах Мартено. Интерес Гринвуда к волнам Мартено возник после того, как он познакомился с музыкой французского композитора Оливье Мессиана, одного из первых популяризаторов этого инструмента.
В 2003 г. Гринвуд выпустил сольный альбом Bodysong (2003), саундтрек к одноимённому документальному фильму. В записи альбома принимал участие и Колин Гринвуд, игравший на бас-гитаре.
В мае 2004 г. Гринвуд стал штатным композитором BBC. Для радио BBC 3 он написал несколько симфонических произведений: «smear», «Piano for Children» и «Popcorn Superhet Receiver». 23 апреля 2005 года состоялось совместное живое выступление Гринвуда и Концертного оркестра BBC, на котором в том числе исполнялись композиции, написанные Гринвудом для BBC. За «Popcorn Superhet Receiver» Гринвуд в 2006 г. получил Приз слушателей Радио 3 на церемонии вручения наград BBC British Composer Awards.
В 2007 году Гринвуд написал саундтрек к фильму «Нефть» Пола Томаса Андерсона, включающий фрагменты из «Popcorn Superhet Receiver». За этот саундтрек Гринвуд получил призы VH1 «Выбор критиков» и «Серебряный медведь» Берлинского кинофестиваля. Саундтрек считался одним из фаворитов в борьбе за «Оскар», но не был допущен к номинации, так как согласно правилам премии музыка должна быть написана специально для фильма.
В 2011 году стал автором саундтрека к ленте «Что-то не так с Кевином». В 2012 году состоялся выход нового фильма Пола Томаса Андерсона «Мастер», для которого Гринвуд также написал музыку. Спустя два года вновь поработал с Андерсоном, создав саундтрек к его следующей картине «Врождённый порок».
Гринвуд — дальтоник и не различает красный и зелёный цвета. Как и Том Йорк, Гринвуд вегетарианец.

## Участие в сторонних проектах
- В 1998 году Йорк, Гринвуд, Бернард Батлер из Suede, Энди Маккей и Пол Кимбл под именем «The Venus in Furs» (в честь знаменитой песни The Velvet Underground) записали пять песен для саундтрека к фильму Тодда Хейнса «Бархатная золотая жила».
- Гринвуд играл на губной гармонике в двух песнях на альбоме Pavement Terror Twilight (1999). Продюсером этого альбома выступил Найджел Годрич, в течение многих лет работающий с Radiohead.
- В фильме Гарри Поттер и Кубок огня Гринвуд играл на гитаре в группе «Ведуньи». «Коллег» по группе сыграли Фил Селуэй (Radiohead), Джарвис Кокер, Стив Маккей (оба — Pulp) и специализирующиеся на электронной музыке Джейсон Бакл и Стив Клейдон.